# Amt Blankenstein

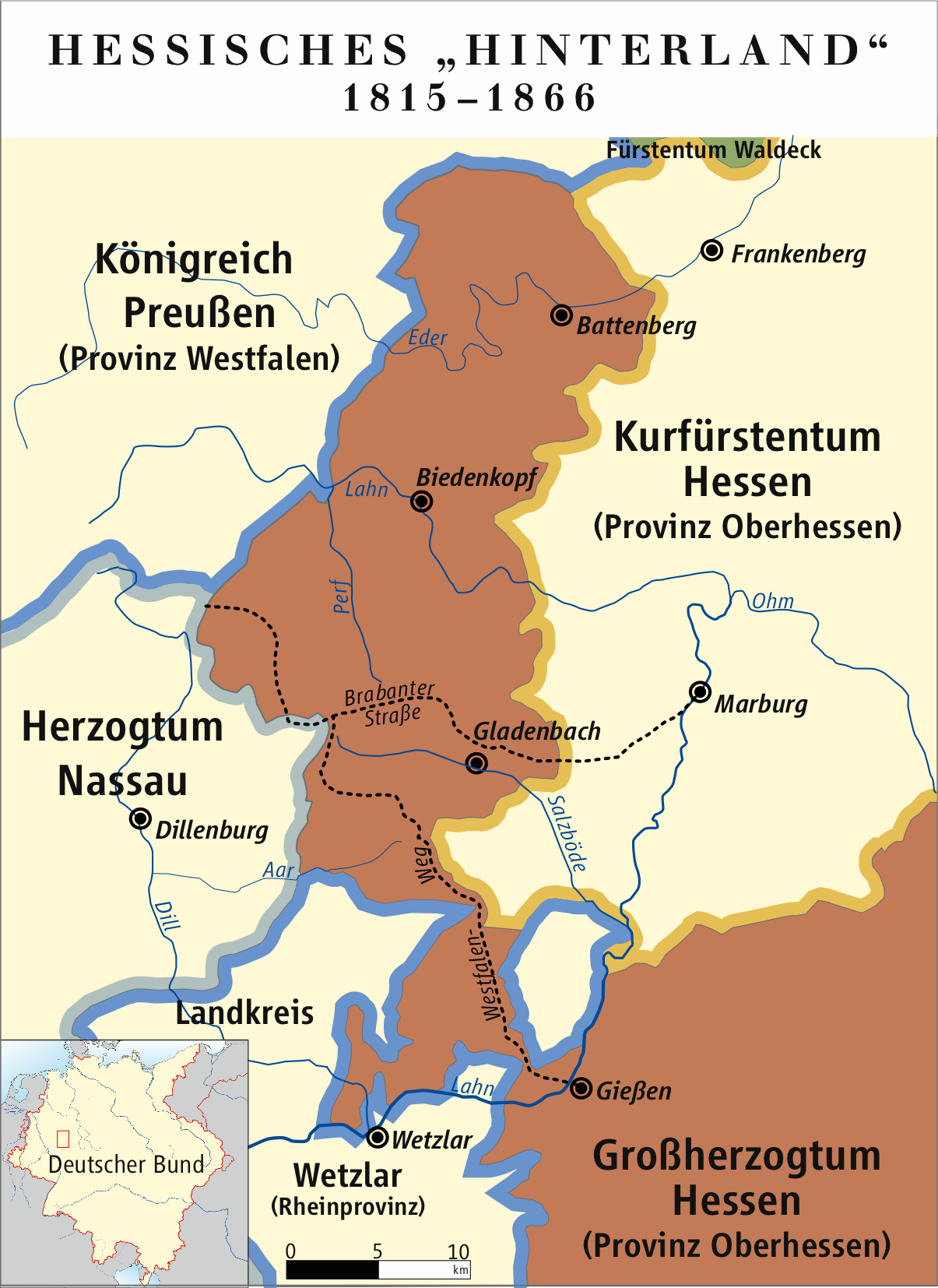
Hessisches Hinterland (ohne die Exklave Vöhl) 1815–1866

Das Amt Blankenstein in Hessen im Landkreis Marburg-Biedenkopf war nahezu identisch mit dem 1237 erstmals genannten Gerichtsbezirk Gladenbach, der wiederum auf den Bezirk einer Zent zurückgeht. Das Amt lag in sogenannten Hessischen Hinterland, womit es im Wesentlichen dessen Geschichte teilte; es bestand bis zum Jahr 1821. Die Burg Blankenstein bei Gladenbach war Namensgeberin des Amtes.

## Funktion
Ämter waren eine Ebene zwischen den Gemeinden und der Landesherrschaft. Die Funktionen von Verwaltung und Rechtsprechung waren hier nicht getrennt. Dem Amt stand ein Amtmann vor, der von der Landesherrschaft eingesetzt wurde. 

## Geschichte

### Mittelalter
Erst seit den 1380er-Jahren wird in Urkunden von einem Amt Blankenstein berichtet. Die Erhebung zum Amt muss in dieser Zeit erfolgt sein, denn als Johannes von Weitershausen 1398 als Verwalter bestellt wurde, nennt die Urkunde ihn bereits Amtmann. Bis in die 1370er-Jahre war der Gerichtsbezirk Gladenbach noch kein Amt. Der Verwaltungsbezirk war dem Gericht in Marburg als höhere Instanz unterstellt und wurde von dort mitverwaltet.
Aufteilung in zwei Verwaltungsbezirke und Ausgliederung des Kirchspiels Hartenrod 
Die in Gladenbach von da an eingerichtete Amtsverwaltung, erhielt ihren Namen von der Burg Blankenstein bei Gladenbach. Sie war Sitz des Amtmannes. Der Amts-/Gerichtsbezirk unterteilte sich in „Obergericht“ mit dem Vorort Hartenrod und „Untergericht“ mit dem Vorort Gladenbach. Etwa zeitgleich mit der Teilung des Verwaltungsbezirkes erfolgte auch die Ausgliederung des Kirchspiels Hartenrod (ca. Mitte des 14. Jh., 1367 starb Peter von Buchenau als Pfarrer in Hartenrod), das zuvor zu Gladenbach gehörte.
Nach einem Verzeichnis aller Hausbesitzer im Gericht/Amt Gladenbach, das um das Jahr 1400 erstellt wurde, gehörten nahezu alle Orte dazu, die heute zu den beiden Großgemeinden Bad Endbach und Gladenbach gehören. Im Einzelnen werden genannt: Ammenhausen (b. Gladenbach), Bellnhausen, Bottenhorn, Dernbach (unterstand als Adelssitz derer von Dernbach mit der Burg Neu-Dernbach bis 1617 nicht dem Gericht in Gladenbach), Diedenshausen, Endbach, Erdhausen, Friebertshausen, Frohnhausen, Gladenbach, Günterod (gehörte von 1354 bis 1443 den Herren v. Dernbach), Hartenrod, Hülshof (gehörte als Klosterhof von 1299 bis 1463 dem Kloster Altenberg bei Wetzlar), Kehlnbach, Krumbach, Mornshausen an der Salzböde, Rachelshausen, Römershausen, Rüchenbach, Runzhausen, Schlierbach, Sinkershausen, Weidenhausen und Wommelshausen.
Ab dem 13. Jahrhundert gehörte das Amt zur Landgrafschaft Hessen.

#### Obergericht / Untergericht im Amt Blankenstein
Ober- und Untergericht waren lediglich Verwaltungsbezirke des gleichen Amtes und entsprachen auch den ehemaligen Kirchspielen Hartenrod und Gladenbach. Die Grenze verlief entlang der hessischen Inneheege (Mittelhessische Landheegen).
Die Bezeichnung Obergericht mit dem Vorort Hartenrod bedeutete nicht höheres Gericht. Der Bezirk lag von Gladenbach (Amtssitz) aus gesehen am Oberlauf der Salzböde, also weiter oben und wurde somit Obergericht genannt. Der ehemalige Gerichtsbezirk Obergericht ist heute deckungsgleich mit der Gemeinde Bad Endbach. Das Untergericht mit dem Vorort Gladenbach lag unten und umfasst das Gebiet der heutigen Stadt Gladenbach. Diese Unterscheidung gab es auch im Breidenbacher Grund.
Interessanterweise gibt es zwischen dem Dialekt (Hinterländer Platt) im Untergericht und dem im Obergericht merkliche Unterschiede. Auch die ehemalige Frauentracht (siehe Hinterländer Trachten) zeigte Unterschiede, insbesondere bei der Kopfbedeckung. Im Untergericht trug man die Schneppekapp, im Obergericht die Dellmutsche, die auch im ehemaligen Amt Biedenkopf getragen wurde.
Zum Obergericht gehörten die Orte: Bottenhorn, Dernbach, Endbach, Günterod, Hartenrod, Hülshof, Schlierbach und Wommelshausen mit Hütte.

### Frühe Neuzeit
Zu Beginn des 16. Jahrhunderts erfolgte eine planmäßige Wiederansiedlung des Ortes Schadenbach bei Homberg (Ohm) durch Personen aus dem Amt Blankenstein auf Befehl des Landgrafen von Hessen.
Mit der hessischen Landesteilung 1567 fiel das Amt zunächst an Hessen-Marburg und mit dem Aussterben dieser Linie 1604 an die Landgrafschaft Hessen-Kassel. Um diesen Erbteil gab es zwischen 1604 und 1648 Streitigkeiten und kriegerische Auseinandersetzungen zwischen Hessen-Darmstadt und der Landgrafschaft Hessen-Kassel (siehe dazu Hessenkrieg). Erst die Verträge von 1627 und 1648 zwischen den beiden Parteien beendeten diese Auseinandersetzungen und sprachen das Amt endgültig Hessen-Darmstadt zu. 1806 wurde aus der Landgrafschaft Hessen-Darmstadt das Großherzogtum Hessen.

### Grund Breidenbach
Zusätzlich bestand noch ein Justiz-Unteramt mit dem Grund Breidenbach, das sich in gerichtlichen Dingen an das Oberamt Gladenbach wenden musste. Nach dem Gerichtsbezirk wurde später auch der Naturraum Breidenbacher Grund benannt. Der Bezirk umfasste die Orte Breidenbach, Achenbach, Breidenstein, Frechenhausen, Gönnern, Kleingladenbach, Lixfeld, Niederdieten, Niederhörlen, Niedereisenhausen, Oberdieten, Oberhörlen, Obereisenhausen, Quotshausen, Roth, Simmersbach, Steinperf, Wallau mit dem Hof Bellinghausen sowie Weifenbach.
Im Jahr 1771 wurde der Grund Breidenbach wie folgt beschrieben:
- Untergericht (Hessen-Darmstadt 3⁄8, von Breidenbach 2⁄8, von Breidenstein 3⁄8):
  - Das Gericht Melsbach mit Ittein, Klein Gladenbach, Wissenbach, Achenbach, Ober-Dieden, Weisenback, Wallau im Elsbach
  - Das Schmidtgericht mit Breidenbach hinter dem Kirchbof, Wallau unterm Weg, Wolzhausen
  - Das Erbgericht mit Wallau im Heimbach, Breidenbach vor dem Kirchhof, Nieder-Dieden, Quoteshausen, Nieder-Hörle
- Obergericht:
  - Gericht Lixfeld (Hessen-Darmstadt 5⁄16, von Breidenbach 2⁄16, von Breidenstein 9⁄16) mit Simmersbach, Ober-Hörle, Lixfeld, Frechenbausen, Gönnern
  - Gericht Ober-Eisenhausen (Hessen-Darmstadt 3⁄8, von Breidenbach 2⁄8, von Breidenstein 3⁄8) mit Ober- und Nieder-Eisenhausen und Steinperf
  - Gericht Roth (Hessen-Darmstadt 1⁄4, von Breidenstein 3⁄4) mit dem Dorf Roth

Obergericht und Untergericht waren geografische Bezeichnungen für Verwaltungsbezirke im Grund Breidenbach, wie im Amt Blankenstein.

### Ende
Durch die Verwaltungsreform im Großherzogtum Hessen von 1821 wurden die Ämter aufgelöst, zu Landratsbezirken zusammengefasst und die Rechtsprechung von der Verwaltung auch auf unterer Ebene getrennt. Zusammen mit Teilen aus anderen Ämtern und Gerichten wurde das Amt Blankenstein (ohne den Ort Krumbach) in den Landratsbezirk Gladenbach (insgesamt 48 Orte mit 13.590 Einwohnern) eingegliedert. Die Rechtsprechung nahm das neu eingerichtete Landgericht Gladenbach wahr. Elf Jahre später ging der Landratsbezirk Gladenbach wiederum im Kreis Biedenkopf (auch: Hinterlandkreis) auf.

## Amtmänner
Quelle:
- Daniel Ludwig Lyncker (?–1638)
- Georg Keipp (1638–1672)
- Philipp Helfrich Krebs d. Ä. (1672–1689)
- Johann Konrad Krebs (1689–1724), Sohn des vorigen
- Philipp Helfrich Krebs d. J. (1724–1730), Sohn des vorigen
- Hermann Dietmar Grollmann (1730)
- Georg Ludwig Leutner (1730–1735)
- Johann Kaspar Rhainer (1735–1740)
- Johann Georg Zühl (1740–1752)[6]
- Jakob Christian Klipstein (1752–1762)
- Ludwig Hess (1762–1770)
- Philipp Heinrich Krebs (1770–?), Sohn des Philipp Helfrich Krebs d. J.